# 李㭠
李㭠（1932年2月24日—1977年2月24日），字如瑜，四川省鄰水縣人，清末廣東水師提督李準的幼女，女高音歌唱家。

## 生平
1956年畢業於中央音樂學院聲樂系，並留校任教於聲樂系。1964年調至中國音樂學院任教。1972年下放軍糧城時罹患白血病，1977年逝世。
在她短暫的一生中，曾為三部電影配唱歌曲，包括《複試》中的三首歌曲、《英雄兒女》中的插曲，以及《青松嶺》中與王秉銳的二重唱。